# Мальваль, Роберт
Робер Мальваль (гаит. креол. и фр. Robert Malval; род. 11 июля 1943, Порт-о-Пренс) — премьер-министр Гаити с 30 августа 1993 до 8 ноября 1994 года.
Промышленник и лидер бизнеса ливанского происхождения. Мальваль был назначен 16 августа 1993 года президентом в изгнании Жаном-Бертраном Аристидом, который поставил перед Мальвалем задачу примирения враждующих сторон. Он бросил вызов поддерживаемому армией президенту, Эмилю Жонассену.
В декабре 1993 года он ушёл в отставку и критиковал Аристида как «непредсказуемую» личность, препятствующую усилиям по урегулированию политического кризиса.